# Егдич, Александра
Александра Егдич (серб. Александра Јегдић, род. 9 октября 1994, Белград, Сербия, СРЮ) — сербская волейболистка, либеро. Чемпионка мира 2022.

## Биография
Начала заниматься волейболом в 9-летнем возрасте в школьной секции. Профессиональная карьера стартовала в 2011 году выступлением за команду «Раднички» (Белград) в суперлиге чемпионата Сербии. В дальнейшем также играла за сербские клубы «Колубара» (Лазаревац), «Железничар» (Лайковац) и «Спартак» (Суботица). Бронзовый призёр национального первенства 2016.
В 2018 заключила контракт с немецким «Потсдамом», в составе которого трижды становилась призёром чемпионата Германии. С 2023 — игрок «Дрезднера» (Германия).
В 2022 году на чемпионате мира дебютировала в национальной сборной Сербии, в составе которой стала обладателем золотой медали турнира.

### Клубная карьера
- 2011—2012 —  «Раднички» (Белград);
- 2012—2013 —  «Колубара» (Лазаревац);
- 2013—2014 —  «Железничар» (Лайковац);
- 2014—2015 —  «Раднички» (Белград);
- 2015—2018 —  «Спартак»(Суботица);
- 2018—2023 —  «Потсдам».
- 2023—2024 —  «Дрезднер» (Дрезден);
- с 2024 —  «Рапид» (Бухарест).

## Достижения

### Со сборной Сербии
- чемпионка мира 2022.
- серебряный призёр чемпионата Европы 2023.

### С клубами
- бронзовый призёр чемпионата Сербии 2016.
- двукратный серебряный (2022, 2023) и двукратный бронзовый (2019, 2024) призёр чемпионатов Германии.
- двукратный серебряный призёр розыгрышей Кубка Германии — 2021, 2023.